# 柴崎蟹沢古墳
柴崎蟹沢古墳（しばざきかにさわこふん）は、群馬県高崎市柴崎町にあった古墳。形状は円墳または方墳。現在では墳丘は失われている。出土品は国の重要文化財に指定されている。

## 概要
群馬県南部、井野川支流の粕川南岸の低段丘上に築造された小古墳である。一帯では古墳時代前期の遺跡・古墳の分布が知られ、南東には柴崎浅間山古墳が所在する。1909年（明治42年）に副葬品が出土し、その後に墳丘は削平されている。
元の墳形は明らかでないが、森本六爾は直径12メートル程度の小円墳とし、本村豪章は一辺22メートル程度の方墳とする。墳丘外表で葺石・埴輪は認められなかったという。埋葬施設は、記録によれば粘土槨と推定される。粘土槨の主軸は南北方向で、内部では朱の痕跡があったという。明治42年の発掘では、副葬品として銅鏡4面（三角縁神獣鏡2面・内行花文鏡2面）のほか鉄斧・鉄鑿・鉄剣・直刀・土師器が出土している。特に三角縁神獣鏡のうち1面は、「□始元年」の紀年銘（魏の元号の正始元年（340年）か）を持つとともに、三角縁神獣鏡の初期段階のものとしても注目される。
築造時期は、古墳時代前期の4世紀後半頃と推定される。小古墳でありながら、数少ない紀年銘鏡を出土したことに加えて、銅鏡4面も副葬する前期古墳は群馬県内では前橋天神山古墳・長者屋敷天王山古墳のみである点で注目され、墳形・規模には反映されない別の次元での畿内ヤマト王権との関係を示唆するとして重要視される古墳になる。
出土品は1989年（平成元年）に国の重要文化財に指定されている。

## 遺跡歴
- 1909年（明治42年）、副葬品の出土[1]。
- 1926年（昭和元年）、森本六爾による踏査（当時には削平・畑地化）[1]。
- 1989年（平成元年）6月12日、出土品が国の重要文化財に指定[2]。
- 1990年（平成2年）、下大類町内の宅地における確認調査。古墳の確認には至らず（高崎市市史編さん室）[1]。

## 出土品

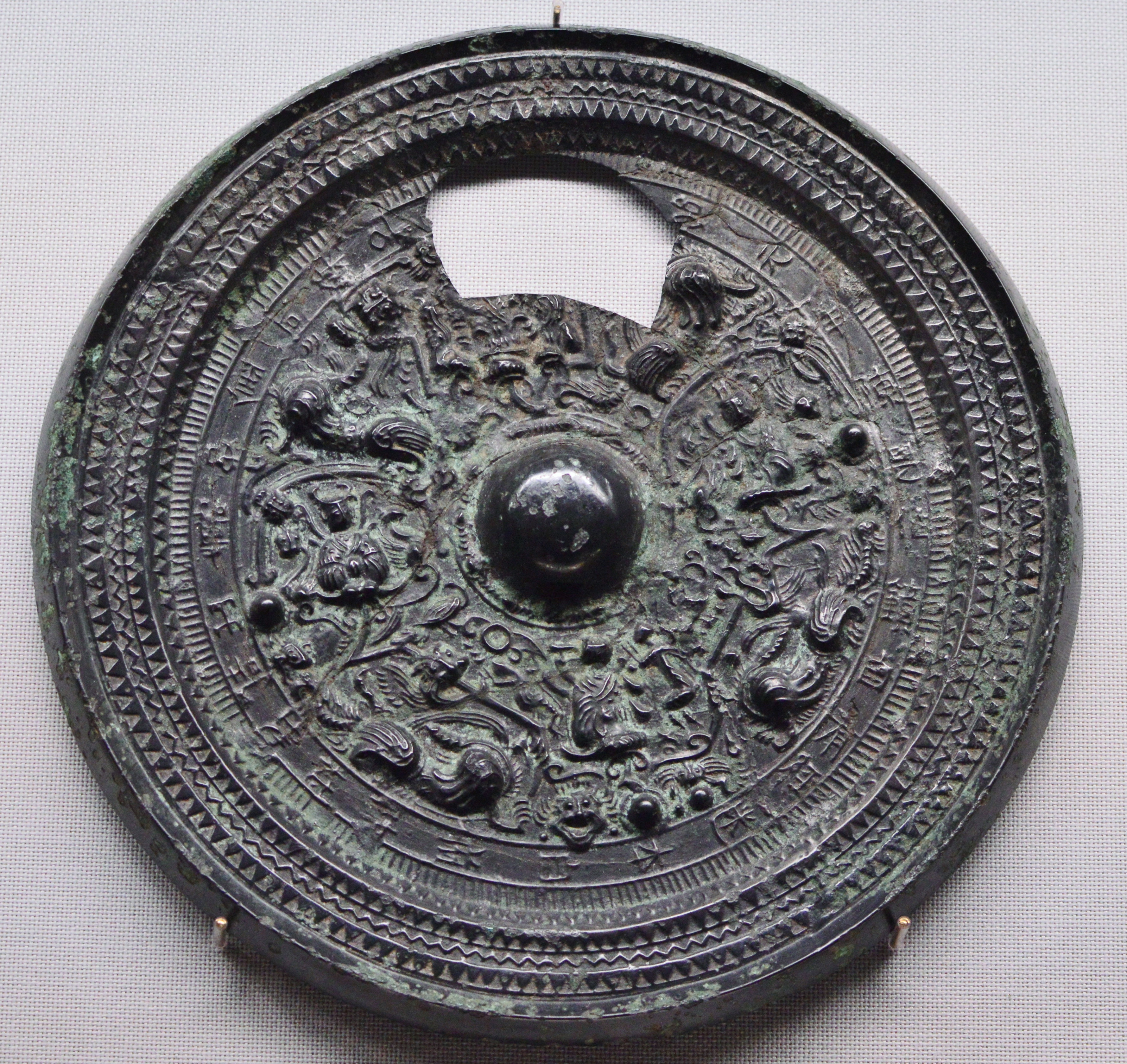
三角縁同向式神獣鏡
（国の重要文化財）東京国立博物館展示。

明治42年の発掘で出土した副葬品は次の通り。
- 銅鏡 4
  - 三角縁神獣鏡 2
1面は三角縁同向式（階段式）神獣鏡で、直径22.6センチメートル・縁厚1.0センチメートル。「□始元年 陳是作鏡 自有經迷 本自𦭴師 杜地命出 壽如金石 保子□□」の銘文を有し、紀年銘は魏の元号の正始元年（340年）と推測される。同型鏡は森尾古墳出土鏡（兵庫県）・竹島御家老屋敷古墳出土鏡（山口県）。
別の1面は三角縁三神三獣鏡で、直径21.9センチメートル・縁厚2.1センチメートル。遺存状況は著しく悪い。同型鏡は新山古墳出土鏡（奈良県）・真名井古墳出土鏡（大阪府）・伝京都南部出土鏡（倉敷考古館所蔵）。
  - 内行花文鏡 2
1面は八花文鏡で、直径10.14センチメートル・縁厚0.3センチメートル。
別の1面は六花文鏡で、直径9.8センチメートル・縁厚0.3センチメートル。
- 鉄斧 2
短冊状鉄斧。1点は長さ12.4センチメートル・幅4.3センチメートル・厚さ1.0センチメートル、もう1点は長さ8.4センチメートル・幅4.4センチメートル・厚さ1.3センチメートル。
- 鉄鑿 1
文献によっては鉄槍とする。両刃、残存長18.1センチメートル・刃部幅1.0センチメートル。
- 鉄剣残片
破片状4点。
- 直刀残片
残存長22.3センチメートル。
- 土師器片 9
二重口縁壺、S字状口縁台付甕、高坏の3種類。

## 文化財

### 重要文化財（国指定）
- 群馬県蟹沢古墳出土品（考古資料） - 明細は以下。東京国立博物館保管。1989年（平成元年）6月12日指定[2]。
  - 銅鏡
    - 三角縁神獣鏡 1面 - □始元年の銘がある。
    - 三角縁神獣鏡 1面
    - 内行花文鏡 2面

  - 刀剣類
    - 鉄刀残欠 一括
    - 鉄剣残欠 一括

  - 鉄斧残欠 2箇
  - 鉄鉇残欠 1本
  - 土師器残欠 9箇

## 関連施設
- 東京国立博物館（東京都台東区） - 柴崎蟹沢古墳の出土品を保管。